# Richard Wigglesworth
Richard Eric Peter Wigglesworth (Blackpool, 9 giugno 1983) è un allenatore ed ex giocatore di rugby a 15 internazionale per l'Inghilterra con cui ha preso parte a due Coppe del Mondo.
Mediano di mischia, ha vinto sette titoli di campione d'Inghilterra con tre club diversi e tre titoli di campione d'Europa di club con Saracens.
Dal 19 dicembre 2022 è l'allenatore del Leicester, squadra della quale era giocatore fino al giorno stesso dell'incarico tecnico e con la quale ha vinto il suo più recente campionato.
Al momento del suo ritiro, e ancora al 2023, è il giocatore con il massimo numero di presenze in Premiership, 322.

## Biografia
Nato e cresciuto a Blackpool (Lancashire), Wigglesworth iniziò la carriera professionistica nel 2002 con il Sale Sharks (Grande Manchester), con cui vanta un titolo di campione inglese e un'European Challenge Cup.
Le prime esperienze internazionali sono del 2006, quando Wigglesworth fu convocato per l'Inghilterra A; nel 2007 fu aggregato da Brian Ashton alla squadra che affrontò gli incontri di preparazione alla Coppa del Mondo di Francia, senza tuttavia venire mai utilizzato in alcun test match ufficiale.
Dell'inizio del 2008 è invece la convocazione per la rosa ufficiale della nazionale inglese al Sei Nazioni, nel corso del quale avvenne anche il debutto, a Roma contro l'Italia, nel secondo incontro del torneo, da subentrato.
I successivi tre incontri si tennero dall'inizio.
All'attivo di Wigglesworth anche una meta, marcata a Saint-Denis contro la Francia all'ultimo minuto di gioco del suo primo incontro da titolare.
Proprio tre giorni prima della performance contro la Nazionale transalpina, il tecnico francese degli Sharks, Philippe Saint-André, si era pubblicamente espresso su Wigglesworth, definendolo «dotato della giusta mentalità per il rugby internazionale».
A gennaio 2010 fu resa pubblica la notizia di un accordo di Wigglesworth con i Saracens a partire dalla stagione 2010-11; con la sua nuova squadra ha vinto la Premiership 2010-11.
Convocato alla Coppa del Mondo di rugby 2011 in cui disputò 4 incontri per l'Inghilterra, al suo ritorno nel club Wigglesworth si infortunò al ginocchio nel corso del primo impegno ufficiale in Coppa Anglo-Gallese, incidente cui fece seguito un intervento chirurgico a causa del quale fu inutilizzabile per tutta la stagione.
Quattro anni più tardi fu tra i convocati alla peggior edizione della Coppa del Mondo per l'Inghilterra, che per la prima volta non si qualificò ai quarti di finale, in aggiunta a ciò come squadra di casa.
Fino al 2020 fece parte del Saracens con cui ha vinto cinque Premiership; a seguito del dissesto finanziario del club, retrocesso per non avere rispettato i cap salariali imposti dall'organizzatore del campionato, Wigglesworth fu liberato dal contratto e si trasferì a Leicester.
All'epoca già era il recordman di presenze del campionato inglese con 288 incontri in 14 stagioni.
Con Leicester giunse nel 2022 l'undicesimo titolo dopo un'attesa di 9 anni e il settimo personale di Wigglesworth.
A dicembre 2022 il tecnico del club Steve Borthwick fu chiamato alla conduzione della nazionale inglese e a Wigglesworth è stata proposta la presa in carico della squadra, che ha implicato la conseguente fine dell'attività agonistica.

## Palmarès
- Premiership: 7
Sale Sharks: 2005-06
Saracens: 2010-11, 2014-15, 2015-16, 2017-18, 2018-19
Leicester: 2021-22
- Champions Cup: 3
Saracens: 2015-16, 2016-17, 2018-19
- Challenge Cup: 1
Sale Sharks: 2004-05